# 基爾河 (德林河支流)
基爾河，是阿爾巴尼亞的河流，位於該國北部，處於普羅克勒迪耶地區，流經斯庫台南部，屬於德林河的支流，河道全長52公里，流域面積261平方公里。